# Lyngholmen (Austevoll)
Ne doit pas être confondu avec Lyngholmen.
Lyngholmen est une île norvégienne dans le comté de Hordaland. Elle appartient administrativement à Austevoll.

## Géographie
Rocheuse et désertique à l'exception d'une légère végétation en son centre, elle s'étend sur environ 172 m de longueur pour une largeur approximative de 94 m. 